# عبد الله بن عيد السليطي
عبد الله بن عيد سلمان السليطي سياسي ودبلوماسي قطري، ولد في الدوحة بتاريخ 20-04-1976م أنهى دراساته العليا في الولايات المتحدة الأمريكية عمل في القوات المسلحة القطرية لفترة طويلة قبل أن يلتحق بالعمل بوزارة الخارجية، تدرج في السلم الوظيفي وحصل على عدة ترقيات وكان له بصمة مؤثرة في الوزارة فشغل منصب سفير دولة قطر لدى ايطاليا،  ومدير مكتب نائب سمو الأمير وتحّصل على درجة وزير في نفس العام، كما انه رئيس لعدد من اللجان السياسية المختصة في المفاوضات وعضو في وفد دولة قطر للأمم المتحدة، وشارك في العديد من المؤتمرات والاجتماعات الإقليمية والدولية.

## المؤهلات العلمية
- بكالوريوس آداب / تاريخ من جامعة بيروت في جمهورية لبنان عام 1994م.
- دبلوم في العلاقات الدولية من مدرسة فلتشر في القانون والدبلوماسية- جامعة تافتس من في الولايات المتحدة الأمريكية عام 1999م.

### اللغات
العـربيـة (اللغة الأم)، الإنجليـزيـة (لغة ثانية).

## الخبرات العملية
- عمل في القوات المسلحة القطرية خلال الفترة 1984-1995م.
- عمل بإدارة الشؤون الآسيوية والإفريقية للفترة 1995-2000م.
- عمل بالوفد الدائم لدولة قطر لدى نيويورك للأعوام 2000-2007م.
- مدير مكتب وزارة الخارجية عام 2007م، وندب للقيام بمهام مدير مكتبي رئيس الوزراء بالإنابة.
- مدير مكتب رئيس مجلس الوزراء ووزير الخارجية خلال الفترة 2009-2013م.
- سفير دولة قطر لدى جمهورية ايطاليا عام 2014م.[4]
- مدير مكتب رئيس الديوان الأميري عام 2014م.[5]
- مدير مكتب سمو نائب الأمين عام 2014م.

## الدورات التدريبية
- دورة في العلاقات الدولية (المعهد العالمي للسلام)، (كلية وست بوينت العسكرية).
- دورة في القانون الأنساني الدولي (منظمة الصليب الاحمر الدولي).
- دورة في القانون من جامعة نيويورك.
- دورة في إعداد الأزمات الدولية الناتجة عن الكوارث الطبيعية (المعهد العالمي للسلام).